# Cantonul Saint-Amand-en-Puisaye
Cantonul Saint-Amand-en-Puisaye este un canton din arondismentul Cosne-Cours-sur-Loire, departamentul Nièvre, regiunea Burgundia, Franța.

## Comune
| Comune                 | Populație (1999) | Cod poștal | Cod INSEE |
| ---------------------- | ---------------- | ---------- | --------- |
| Arquian                | 600              | 58310      | 58012     |
| Bitry                  | 316              | 58310      | 58033     |
| Bouhy                  | 463              | 58310      | 58036     |
| Dampierre-sous-Bouhy   | 484              | 58310      | 58094     |
| Saint-Amand-en-Puisaye | 1 322            | 58310      | 58227     |
| Saint-Vérain           | 369              | 58310      | 58270     |